# ウィネマッカ (ネバダ州)
ウィネマッカ（Winnemucca）は、アメリカ合衆国ネバダ州の都市。ハンボルト郡の郡庁所在地である。人口は8,431人（2020年）。

## 歴史
1868年にセントラル・パシフィック鉄道の駅が開業し入植が開始された。翌年には大陸横断鉄道が完成しアメリカの鉄道網に組み込まれた。地名はアメリカ先住民の酋長に由来している。この酋長の娘は作家として成功したサラ・ウィネマッカである。鉄道建設に参加した中国人労働者が定住しコミュニティを形成した。他にもバスク人コミュニティの規模が大きく、毎年「バスク・フェスティバル」を開催している。

## 地理
標高1,310メートルの高地に位置している。年間雨量は約200ミリメートルで乾燥している。気温の変動が大きく、夏の最高気温は40度近くなり、冬の最低気温は-20度を下回る。

## 経済
灌漑農業が行われている。ジャガイモの栽培が盛んである。市街地にはカジノがある。

## 交通
ウィネマッカ駅にはアムトラックのカリフォルニア・ゼファーが停車する。市内の幹線道路は州間高速道路80号線である。

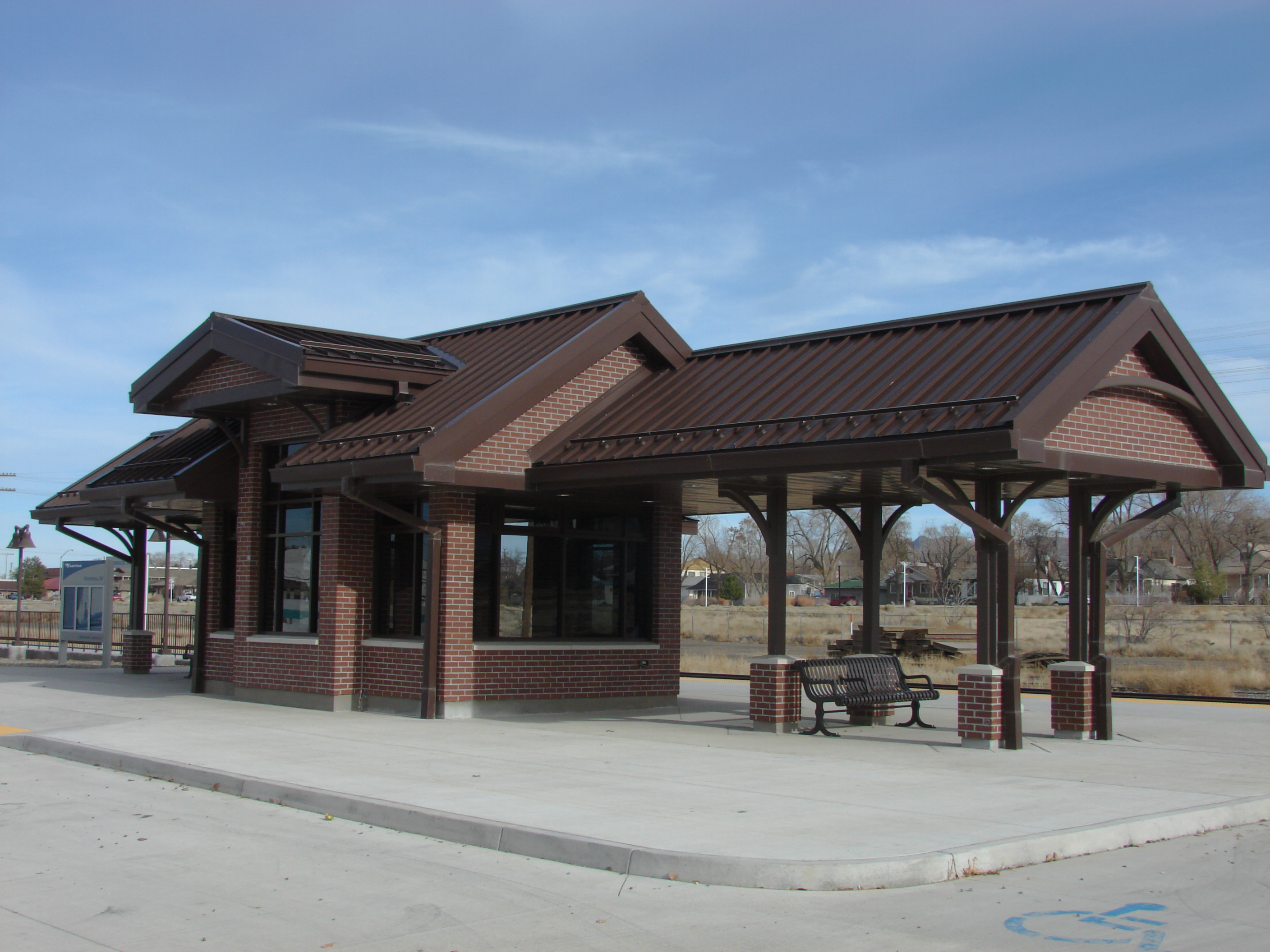
ウィネマッカ駅